# 1930 Lucifer
1930 Lucifer (1964 UA) là một tiểu hành tinh vành đai chính được phát hiện ngày 29 tháng 10 năm 1964 bởi E. Roemer ở Flagstaff (USNO).